# Società Italiana di Fisica
Die Società Italiana di Fisica ist die Fachgesellschaft und Interessensvertretung der Physiker Italiens. Die 1897 gegründete „Italienische Gesellschaft für Physik“ hat ihren Sitz in Bologna.

## Publikationen
Seit ihrer Gründung gibt die Gesellschaft die Fachzeitschrift Il Nuovo Cimento heraus, aber auch die Quaderni di Storia della Fisica und das Giornale di Fisica. Teile des Nuovo Cimento gingen 1986 in den damaligen Europhysics Letters und 1999 im European Physical Journal auf. Von 1956 bis 1984 gab die Gesellschaft das Bollettino della Società Italiana di Fisica heraus, das dann zu Il Nuovo Saggiatore wurde und 1991 die Zeitschrift Fisica e Tecnologia übernahm.

## Preise
Für besondere wissenschaftliche Leistungen verleiht die Gesellschaft eine Reihe von Preisen, darunter den Premio Enrico Fermi und zusammen mit dem Institute of Physics den Premio Giuseppe Occhialini.